# Belgium hadba lépése (1914)

Belgium hadi zászlaja

## Belgium az európai hatalmi térben

### Vetélkedés Belgiumért
Belgium csak 1830-ban vált független állammá, amikor sikeresen szakadt el Hollandiától. A kor európai nagyhatalmai között ekkor is számtalan súrlódási pont adódott, a független Belgium megjelenése tovább mérgezte a viszonyt. Vetélkedés robbant ki Franciaország és az északnyugati német államokban egyre nagyobb teret betöltő Poroszország között. Mind a két állam szerette volna az új országot befolyási övezetébe vonni.
A kontinentális erőegyensúlyra kényes Nagy-Britannia érdeke az volt, hogy se Franciaország, se Poroszország ne terjeszthesse ki befolyását a kis Belgiumra. Ezért a brit diplomácia kidolgozott egy megállapodást, melynek értelmében a Belga Királyság független és semleges állam marad. Belgiumot ütközőállammá tették a porosz és a francia érdekszféra határán. A szerződést 1839-ben a kor öt európai nagyhatalma (Nagy-Britannia, Franciaország, Poroszország, Ausztria és Oroszország) írta alá, ezzel garantálván Belgium függetlenségét.

### Az államszerződés védelmében
A 19. század második felében a belga állam az európai politikai tér egyik megszokott mellékszereplőjévé vált. Az 1839-es szerződés értelmében hadat nem viselt, katonai tömbökben nem vett részt. Látszólag még az afrikai gyarmatosításba is bekapcsolódott. 1885-ben Franciaország, Németország és Nagy-Britannia a közép-afrikai területek felosztásáról nem tudván egyezségre jutni, az egész Kongó-medencét (a mai Kongói Demokratikus Köztársaság) a belga királynak adományozta. Belgiumnak ekkora méretű kolónia megszervezésére sem kapacitása, sem hadserege nem volt. A belga uralom vérfürdőt eredményezett Afrika szívében és kiváltotta a nagyhatalmak rosszallását.

A kor zsákmányra éhes imperialista országai minden bizonnyal elszakították volna Belgiumtól Kongót, ha nem tartottak volna a többi hatalom azonnali ellencsapásától. A kis Belgium a 19. század vége felé egyre inkább az európai béke apró, de szilárd sarokkövének tetszett.

## A háború előestéjén

### Németország tervei

Moltke-Schlieffen-terv (1914)

Németországot az 1870-es háború óta foglalkoztatta a Franciaországgal való végső leszámolás problémája. A brit–francia közeledés miatt az 1910-es években a német katonai tervezők azzal számoltak, hogy egy konfliktus esetén Nagy-Britannia harcba szállna a franciák oldalán. Olyan megoldást kerestek tehát, amely kiiktatja a francia haderőt, mielőtt a brit csapatokat mozgósíthatnák és bevethetnék őket Franciaországban. A tervezők ezzel egyidejűleg szereztek tudomást a francia–német határon kiépült erődrendszerről, amely a francia földre lépő csapataiknak okozott volna jóvátehetetlen időveszteséget.
A német vezérkart vezető Alfred von Schlieffen ötlete volt, hogy a német haderő Belgiumon át vonuljon nyugatra és Brüsszel elfoglalása után szétbontakozva szállja meg a La Manche partvidékét, Párizst és támadja hátba a francia–német határon csoportosuló francia erőket. A Schlieffen-terv tehát kezdettől fogva számolt az 1839-es nagyhatalmi szerződés felrúgásával.

### Német diplomácia és ürügykeresés
1914 nyarán Európa a világháború szélére sodródott. A német politikai körök úgy határoztak, hogy a Schlieffen-terv alapján döntő csapást mérnek nyugaton a brit mozgósítás megkezdése előtt. A német diplomácia érdeke ezekben a napokban az volt, hogy Nagy-Britannia hadba lépését a lehető legtovább kitolja. A német külügy ezért ürügyet keresett Belgium megszállására vagy semlegesként való megtartására. A belga semlegesség megtartása optimális lett volna a németek számára, hiszen így a német támadás nem jelentette volna az 1839-es szerződés felrúgását, egyben Anglia hadba lépését.
Moltke 1914. július 26-án a külügyminiszternek adta át azt az általa kidolgozott tervezetet, amely tartalmazta a provokáció teljes lebonyolításának tervét. A későbbiek e német menetrendet követték.
Július 29-én a németek elkészítettek és brüsszeli követségükre postáztak egy jegyzéket, melyet a nagykövetnek egy, Berlinből érkező jeladás után kellett átadnia a belga kormánynak. Augusztus 2-án Németország megszállta Luxemburgot, válaszul Franciaország mozgósította csapatait. Augusztus 3-án Franciaország és Németország között beállt a hadiállapot. A német kormány hamis híreket tett közzé az újságokban. E álhírek arról szóltak, hogy francia repülők Belgium légterét használva intéztek támadást német városok elleni, illetve hogy a belga–német határon harcok törtek ki német határőrök és francia katonák között.

### Hadüzenetek
A brüsszeli német nagykövet augusztus 3-án reggel átadta a belga kormánynak a korábban elkészített jegyzéket. Ebben a német kormány követelte a francia csapatok Belgiumból való kiutasítását és a német csapatok haladéktalan átengedését az ország területén. Ugyanezen a napon a brit parlament felhatalmazta a hadsereget Belgium semlegességének katonai erővel való védelmére. Augusztus 4-én a belga kormány elutasította az ultimátumot és megszakította a diplomáciai kapcsolatokat a Német Császársággal. Ezzel már nem tudta megakadályozni, hogy kora hajnalban a német csapatok belga földre lépjenek. Megkezdődött a német előrenyomulás a La Manche felé. 
Az angol kormány ultimátumban követelte, hogy a német csapatok augusztus 4-én éjfélig távozzanak Belgiumból. Ezt a németek elutasították, így Anglia is hadat üzent Németországnak. A belga kormány augusztus 4-én mozgósította csapatait, másnap deklarálta a németek elleni háborút. Az a továbbiakon már mit sem változtatott; a németek gyorsan törtek előre, hamarosan elesett Brüsszel és a németek elérték a tengert. A menekülő belga kormány augusztus 26-án Szerbiával vállalt szolidaritásként hadüzenetet küldött a Monarchiának is. Belgium (területének alig több mint 5%-ával) hadba lépett az antant oldalán.